# Transaero

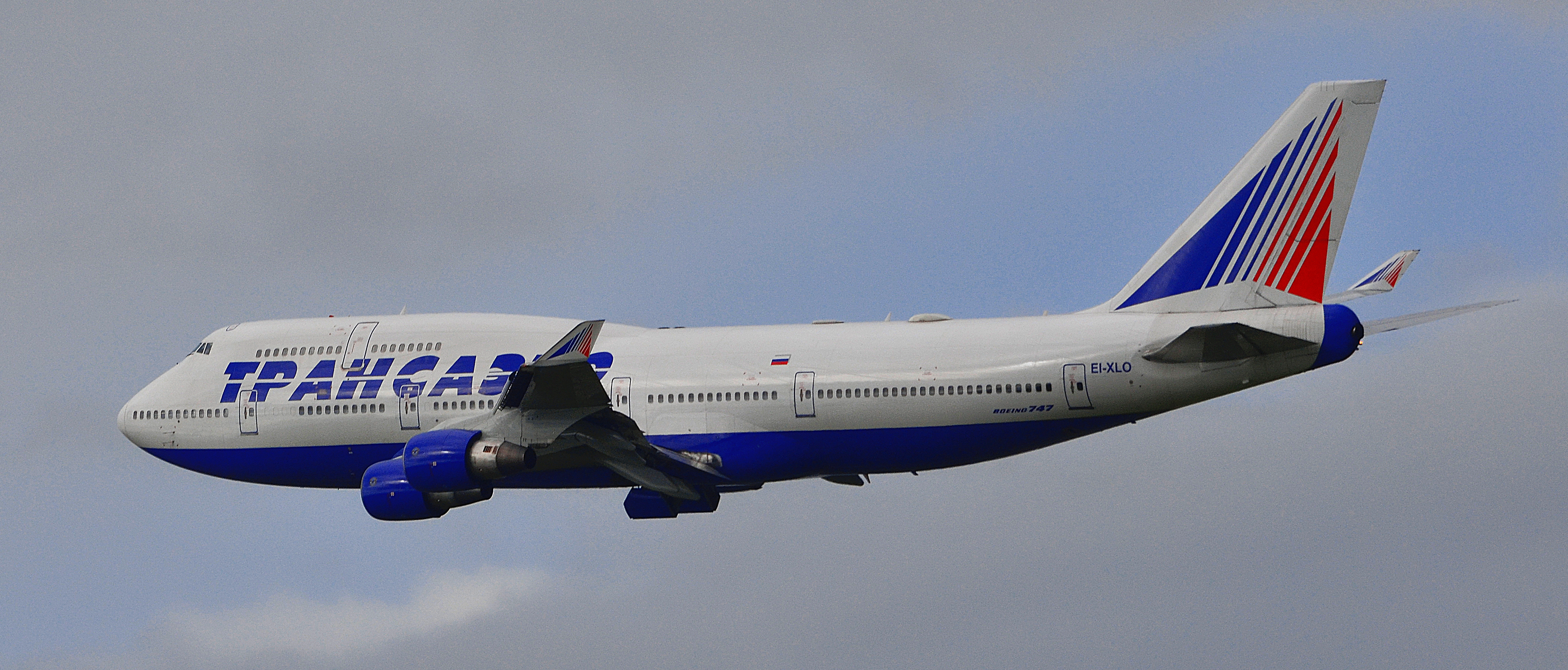
Boeing 747-400 da Transaero

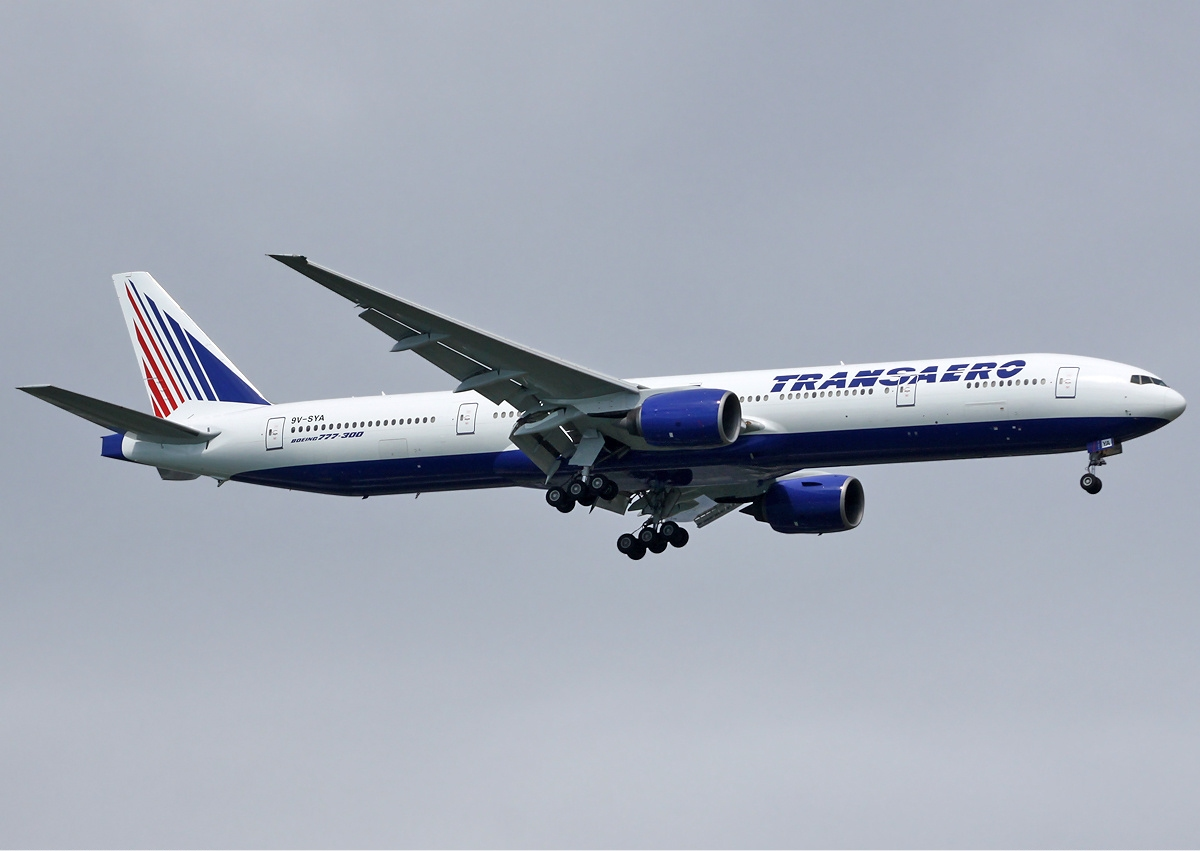
Boeing 777-300 da Transaero

Transaero (em russo:  Трансаэро) era uma companhia aérea privada e a segunda maior companhia aérea da Rússia.

## História
Fundada em 28 de dezembro de 1990, foi a primeira companhia aérea privada da Rússia. Em 2010 iniciou serviços para Tel Aviv, Miami, Nova Iorque e Pequim. 
Em 2011 a companhia recebeu seus primeiros Boeings 777-300, todos ex-Singapore Airlines. Já em 2012, a companhia confirmou o pedido de 4 Airbus A380,para alem de 4 boeing 747-8i,para substituir os seus 747-400. Em 2012 voltou a operar voos para Los Angeles. Em 2011 a Transaero começou a voar regularmente a Lisboa e no inverno europeu também para Rio de Janeiro.
A companhia entrou em bancarrota,(fato e ou Estado, por impossibilidade financeira, suspender o pagamento de suas obrigações legítimas e vencidas; ruína, falência, quebra). tendo terminado as suas operações a 25 de outubro de 2015.

## Frota
| Aeronave                      | Total | Pedidos |
| ----------------------------- | ----- | ------- |
| Boeing 737-300                | 04    | 00      |
| Boeing 737-400                | 05    | 00      |
| Boeing 737-500                | 14    | 00      |
| Boeing 737-700                | 05    | 00      |
| Boeing 737-800                | 14    | 00      |
| Boeing 747-300                | 02    | 00      |
| Boeing 747-400                | 20    | 00      |
| Boeing 767-200ER              | 01    | 00      |
| Boeing 767-300ER              | 12    | 00      |
| Boeing 777-200ER              | 08    | 00      |
| Boeing 777-300                | 05    | 00      |
| Boeing 787-8 Dreamliner       | 00    | 04      |
| Boeing 747-8 Intercontinental | 00    | 04      |
| Airbus A380-800               | 00    | 04      |
| Airbus A321-200               | 01    | 30      |
| Tupolev Tu-204                | 02    | 00      |
| Tupolev Tu-214                | 03    | 00      |
| Total                         | 96    | 42      |

Os Airbus A380-800 e 747-8 Intercontinetal viriam para substituir os 20 747-400 e os 02 747-300. Os Airbus A321 substituiriam os Boeing 737-300,400 

## Ligações Externas
- Site oficial (en/ru)